# 円方女王
円方女王（まどかたじょおう/まどかた の おおきみ）は、長屋王の王女。母は不詳で藤原長娥子とも智努女王とも言われる。天武天皇の曾孫。伊勢斎宮。

## 生涯
元明天皇の治世に伊勢斎宮に参入したとされている。
神亀6年（729年）の長屋王の変で父長屋王が自殺したとき、円方女王には罪が及ばなかった。天平9年（737年）10月、長屋王の遺児の叙位があった際には従五位下から従四位上に昇叙。天平宝字7年（763年）1月、従四位上から正四位上に昇叙。天平宝字8年（764年）10月、藤原仲麻呂の乱の論功で従三位に昇叙。この年、法隆寺に白銅鏡一面を献納。神護景雲2年（768年）1月、正三位に昇叙。宝亀5年12月（774年1月）に薨去。
『万葉集』に（天平勝宝8歳頃の歌と想定される）1首の歌を残す。
- 夕霧に千鳥の鳴きし佐保道（さほぢ）をば荒しやしてむ見るよしをなみ（20-4477）[5]

また、平城宮木簡に「円方女王、図書□王」とも見える。

## 官歴
注記のないものは『続日本紀』による。
- 慶雲4年（707年）- 和銅8年（715年）頃：伊勢斎宮（『一代要記』による）
- 時期不詳：従五位下
- 天平9年（737年）10月20日：従四位上
- 天平宝字7年（763年）正月9日：正四位上
- 天平宝字8年（764年）10月7日：従三位
- 神護景雲2年（768年）正月7日：正三位
- 宝亀5年12月22日（775年1月27日）：薨去